# بوهدان ميخايليشينكو
بوهدان ميخايليشينكو (مواليد 21 مارس 1997) هو لاعب كرة قدم أوكراني يلعب في مركز الوسط في نادي رويال أندرلخت.

## روابط خارجية
- بوهدان ميخايليشينكو على موقع الاتحاد الدولي (مؤرشف)  (الإنجليزية)
- بوهدان ميخايليشينكو على موقع الاتحاد الأوربي (الإنجليزية)
- بوهدان ميخايليشينكو على موقع اتحاد أوكرانيا (الإنجليزية)
- بوهدان ميخايليشينكو على موقع قاعدة بيانات كرة القدم.إي يو (الإنجليزية)
- بوهدان ميخايليشينكو على موقع ناشيونال فوتبول تيمز (الإنجليزية)
- بوهدان ميخايليشينكو على موقع Soccerway.com (الإنجليزية)
- بوهدان ميخايليشينكو على موقع عالم كرة القدم.نت (الإنجليزية)